# Préfecture de Massal
La préfecture de Massal (en persan : شهرستان ماسال Šahrestân-e Mâsâl) est une préfecture de la province de Guilan en Iran.